# Nicolette Fernandes
Nicolette Fernandes (* 19. Juni 1983 in Toronto, Kanada) ist eine ehemalige guyanische Squashspielerin.

## Karriere
Nicolette Fernandes begann ihre professionelle Karriere in der Saison 2003 und gewann zwei Titel auf der WSA World Tour. Ihre höchste Platzierung in der Weltrangliste erreichte sie mit Position 19 im Oktober 2013. In der Saison 2007 erlitt Nicolette Fernandes eine Knieverletzung, die eine 23-monatige Pause zur Folge hatte. Im März 2009 gab sie ihr Comeback.  Bei den Südamerikaspielen 2010 gewann sie in Medellín im Einzel die Goldmedaille und im Doppel sowie mit der Mannschaft Bronze. Im selben Jahr wurde sie guyanische Meisterin bei den Damen und den Herren, wofür sie als guyanische Sportlerin des Jahres ausgezeichnet wurde. Bei Panamerikanischen Spielen gewann sie 2011 in Guadalajara die Bronzemedaille im Einzel. 2017 beendete sie ihre Profikarriere, wurde aber noch 2022 Panamerikameisterin.

## Erfolge
- Panamerikameisterin: 2022
- Karibikmeisterin: 6 Titel (2005, 2009, 2011–2013, 2019)
- Gewonnene WSA-Titel: 2
- Panamerikanische Spiele: 1 × Bronze (Einzel 2011)
- Südamerikaspiele: 1 × Gold (Einzel 2010), 1 × Silber (Einzel 2022), 2 × Bronze (Doppel und Mannschaft 2010)
- Zentralamerika- und Karibikspiele: 1 × Gold (Einzel 2006), 3 × Silber (Mixed 2002 und 2006, Doppel 2010), 5 × Bronze (Einzel 2002 und 2010, Doppel 2002, Mannschaft 2002 und 2010)